# Jordanski tektonski jarek
Jordanski tektonski jarek ali Velika riftna dolina, pogosto le Jordanska dolina (hebrejsko בִּקְעָת הַיַרְדֵּן Bik'at HaYarden, arabsko الغور Al-Ghor ali Al-Ghawr), imenovana tudi Sirijsko-afriška depresija, je podolgovata depresija, ki leži v sodobnem Izraelu in Jordaniji. Ta geografska regija vključuje celotno dolžino reke Jordan - od njenih izvirov, preko doline Hula, bloka Korazim, Galilejskega jezera, (Spodnje) doline Jordanije, vse do Mrtvega morja, najnižje višine kopnega na Zemlji - in se nato nadaljuje skozi depresijo Arabah, Akabski zaliv z obrežjem dokler končno ne doseže Rdečega morja v Tiranski ožini.

## Zgodovina in fizične značilnosti
Jordanski tektonski jarek je nastal pred mnogimi milijoni let v miocenski epohi (pred 23,8 - 5,3 pred sedanjostjo), ko se je arabska tektonska plošča premaknila proti afriški proti severu in nato proti vzhodu. Milijon let pozneje se je dežela med Sredozemljem in Jordansko riftno dolino dvignila, tako da je morska voda nehala poplavljati območje.
Geološki in okoljski razvoj doline od njenega nastanka v oligocenu lahko vidimo v različnih sedimentnih in magmatskih kamnitih enotah, ohranjenih kot neprekinjene sekvence v globljih kotlinah. Izrasle formacije okoli bazenov predstavljajo izmenično faze nalaganja in erozije.
Najnižja točka v Jordanski riftni dolini je v Mrtvem morju, katerega dno je na približno −829  m. Obala Mrtvega morja je najnižje kopno na zemlji, na okoli 418 m pod morsko gladino. Na zahodu se močno dvigne na skoraj 1000 m in podobno na vzhodu, prepadne pečine so pomembna topografska značilnost, preko katerih vodi nekaj ozkih asfaltiranih cest in težkih gorskih poti. Dolina severno od Mrtvega morja je bila že v davnini obdelovalna zaradi vode, ki je na voljo iz reke Jordan in številnih izvirov, lociranih na bokih.

### Preoblikovanje Mrtvega morja
Mejna plošča, ki se razteza skozi dolino, se imenuje bodisi Mrtvomorska transformacija (Dead Sea Transform - DST) ali Mrtvomorski razkol. Meja ločuje arabsko tektonsko ploščo od afriške plošče, ki mejo razvejane plošče v Rdečem morju (Rdeči morski razkol) povezuje z Vzhodno anatolskim prelomom v Turčiji.
Sistem prelomov DST na splošno velja za transformni prelom, ki je nastal 105 kilometrov ob premiku Arabske plošče proti severu. Ta razlaga temelji na osnovi opazovanja terenskih označevalcev, kot so rečne terase, požiralniki in arheološke značilnosti, pri čemer je v zadnjih nekaj milijonih let stopnja vodoravnega drsenja nekaj mm na leto. Podatki GPS kažejo podobno hitrost današnjega gibanja Arabske plošče glede na Afriško ploščo. Predlagano je bilo tudi, da je območje prelomne cone v riftnem sistemu, ki je začetek oceanskega širjenja, severni podaljšek Rdečega morja. 